# Вещь (журнал, Берлин)
Вещь (нем. Gegenstand, фр. Objet) — международный журнал по современному искусству (живопись, архитектура, кино, литература, музыка, театр), выходивший в Берлине (типография Отто Эльснера) в 1922 году на трёх языках (русском, французском и немецком) под редакцией Эля Лисицкого и Ильи Эренбурга. Его идея заключалась в объединении представителей авангарда в искусстве, вне зависимости от стран, жанров и видов искусства. Редакторами был выдвинут лозунг «Искусство ныне интернационально». Новаторское полиграфическое решение Лисицкого соответствовало авангардному содержанию журнала.
Было выпущено 3 номера: первый и второй (сдвоенные, апрель), и третий (май, запрещен к распространению в СССР). Манифест журнала на трех языках был изложен в первом выпуске: «Мы назвали наше обозрение „Вещь“, ибо для нас искусство — созидание новых вещей… Всякое организованное произведение -дом, поэма или картина — целесообразная вещь, не уводящая людей от жизни, но помогающая её организовать… Бросьте декларировать или опровергать — делайте вещи». Далее каждый материал публиковался на языке автора.
В первом выпуске были опубликованы стихи Маяковского, Есенина, Пастернака, И. Голля, Ш. Видрака. В журнале печатались обзоры выставок, статьи по теории искусства (Ле Корбюзье, А. Жаннере, Н. Пунина и других), в качестве иллюстраций приводились произведения современных художников (Ф. Леже, А. Глеза).
Первой статьёй первого номера была статья «Блокада России кончается», в которой появление журнала преподносилось как одно из свидетельств начала культурного обмена  между европейскими и российскими мастерами.